# Lons-le-Saunier
Lons-le-Saunier je francouzské město v regionu Franche-Comté, hlavní město (prefektura) departementu Jura. V roce 2010 zde žilo 17 681 obyvatel. Je centrem arrondissementu Lons-le-Saunier.

## Vývoj počtu obyvatel
Počet obyvatel 